# Erannis jacobsoni
Erannis jacobsoni är en fjärilsart som beskrevs av Alexander Michailovitsch Djakonov 1926. Erannis jacobsoni ingår i släktet Erannis och familjen mätare. Inga underarter finns listade i Catalogue of Life.

## Bildgalleri

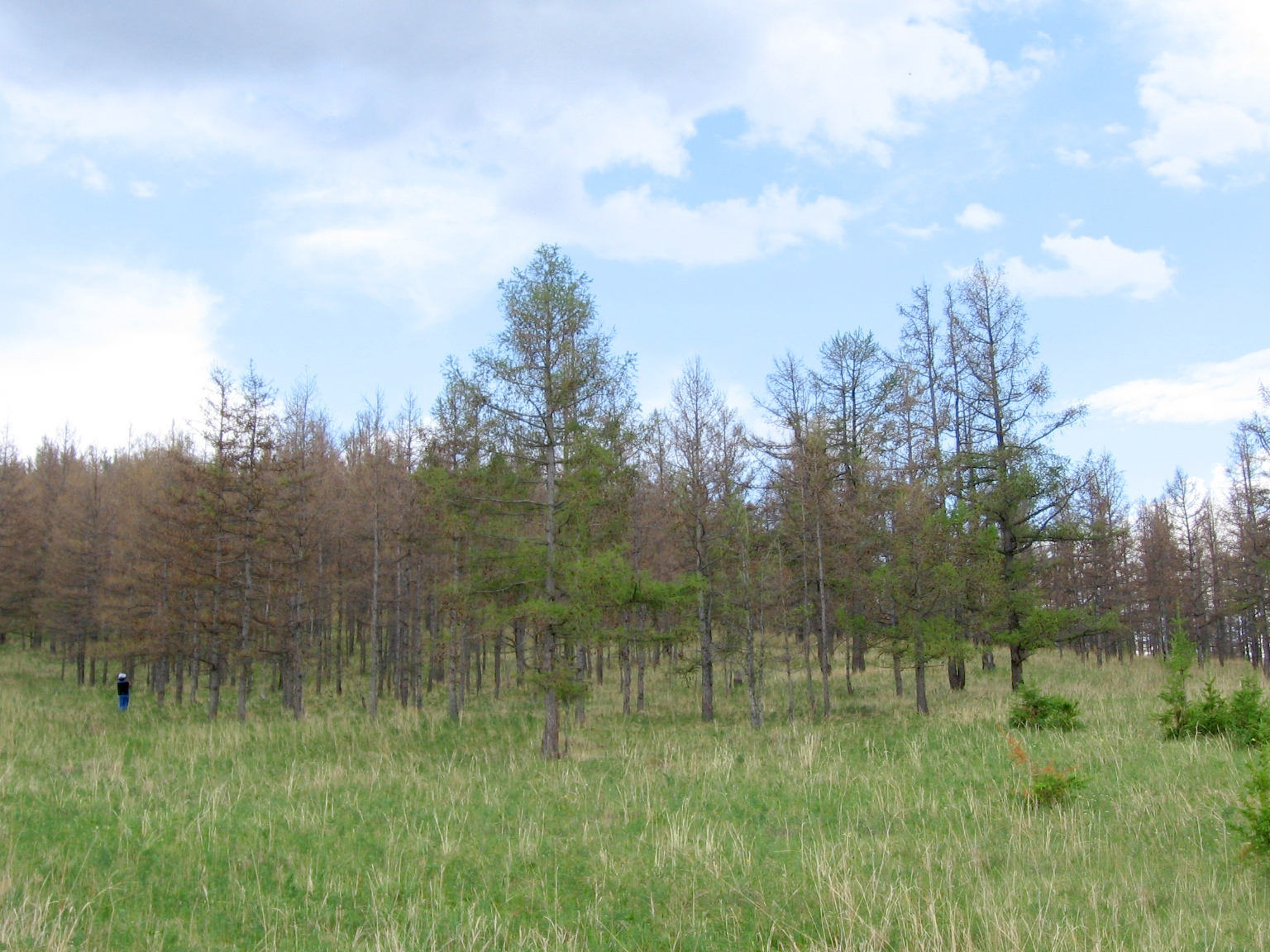